# 小行星5091
小行星5091（英語：5091 Isakovskij）是一颗围绕太阳公转的小行星。1981年9月25日，柳德米拉·切爾尼赫在克里米亚发现了此天体。
这颗小行星的绝对星等为323.8096078904197等。